# Listă de jocuri pe calculator
Aceasta este o listă cu jocuri pentru calculator.
- .hack (serie de jocuri video)
  - .hack//frägment
  - .hack//Infection
  - .hack//Mutation
  - .hack//Outbreak
  - .hack//Quarantine
- Age of Empires (1997)
- Age of Empires II: The Age of Kings (1999)
- Age of Empires II: The Conquerors (2000)
- Age of Mythology (2008)
- Animal Crossing (2001)
- Animal Crossing: Wild World (2005)
- Animal Crossing: City Folk (2008)
- Army of Earth (2008)
- Assassin's Creed
- Broken Sword: The Shadow of the Templars (1996)
- Broken Sword 2: The Smoking Mirror (1997)
- Broken Sword: The Sleeping Dragon (2003)
- Broken Sword: The Angel Of Death (2006)
- Brothers in Arms (2008)
- Caesar (1992)
- Caesar 2 (1995)
- Caesar 3 (1998)
- Caesar 4 (2006)
- Call of Duty 2003
- Call of Duty: Finest Hour (2004)
- Call of Duty: United Offensive (2004)
- Call of Duty 2: Big Red One (2005)
- Call of Duty 3 (2006)
- Call of Duty 4: Modern Warfare (2007)
- Call of Duty: World at War (2008)
- Chrono Trigger (1995)
- Cossaks - The Art of War
- Crazy Machines
- Chicken Invaders
- Desperados: Wanted Dead or Alive
- Diablo
- Diablo 2
- Driver: San Francisco
- Donkey Kong (seria)
- Doom
- Dragon Warrior
- EarthBound (seria)
- Excitebike (seria)
- Far Cry
- Far Cry 2
- Far Cry 3
- Far Cry 4
- Fire Emblem (seria)
- FIFA
- F-Zero (seria)
- Gothic 2
- Grand Theft Auto (seria)
  - GTA clasic
  - Grand Theft Auto: Misiunile Londoneze
  - GTA 2
  - GTA III
  - Grand Theft Auto: Vice City
  - Grand Theft Auto: San Andreas
  - Grand Theft Auto IV
  - Grand Theft Auto V
- Half-Life 2
- Half-Life
- Halo: Combat Evolved
- Hattrick
- Heroes of Might and Magic II
- Heroes of Might and Magic III
- Heroes of Might and Magic IV
- Heroes of Might and Magic V
- Might & Magic: Heroes VI
- Hitman
- Hitman 2: Silent Assassin
- Hitman: Absolution
- Ice Climber
- Jennifer Government: NationStates
- Kid Icarus (seria)
- Kirby (seria)
- Lineage II
- Loki
- Luxor
- Luxor Amun Rising
- Mafia: The City of Lost Heaven
- Mafia II
- Mario (seria)
  - Mario & Luigi: Superstar Saga
- Metroid (seria)
  - Metroid
- Micro Machines
- Midnight Club II
- Might and Magic (seria)
  - Might and Magic II: Gates to Another World
  - Might and Magic VI: The Mandate of Heaven
  - Might and Magic: The Secret of the Inner Sanctum
- Monkey Island
- Mirror's Edge
- Need for Speed (seria)
- Nintendogs (seria)
- OGame
- Orbiter
- OXO
- Pikmin (seria)
- Portal
- Portal 2
- Pokémon (seria)
  - Pokémon Diamond & Pearl
- Project IGI
- Pro Evolution Soccer (serie)
- Prototype
- Prototype 2
- Saints Row II
- Saints Row: The Third
- Saints Row IV
- Quake
- Quake II
- Railroad Tycoon
- Railroad Tycoon II
- Resistance: Fall of Man
- Robot Arena 2
- Sacred
- Scarface: The World is Yours
- SimCity
- Sleeping Dogs
- Sky Kid Deluxe
- Spacewar!
- Spore
- Star Fox (seria)
- Starcraft
- Street Racing Syndicate
- Super Smash Bros. (seria)
- Tennis For Two
- The Legend of Zelda (seria)
- The Sims
- The Sims 2
- The Sims 3
- The Sims 4
- The Walking Dead
- Titan Quest
- Tomb Raider (seria)
  - Tomb Raider
- Transport Tycoon
- Tumblebugs
- Warcraft III: The Frozen Throne
- Wario (seria)
- Wave Race (seria)
- Wonder Momo
- World of Warcraft
- Worms World Party
- Yokai Douchuuki
- Yoshi (seria)
- Zoo Tycoon
- Zuma

## Vezi și
- Lista celor mai bine vândute jocuri video pentru PC